# Zaganiacz (zwyczajny)
Zaganiacz (zwyczajny) (Hippolais icterina) – gatunek ptaka wędrownego z rodziny trzciniaków (Acrocephalidae), wcześniej zaliczany do pokrzewkowatych (Sylviidae). Monotypowy.

## Występowanie
Zamieszkuje Europę na wschód od Sekwany (północna i wschodnia Francja), oprócz północnych, zachodnich i południowych krańców kontynentu (nie ma go w północnej Skandynawii i na południe od Alp), i zachodnią Syberię po rzekę Ob. Izolowana populacja na południe od Morza Kaspijskiego (północny Iran). To ptak wędrowny na duże dystanse – zimuje w środkowej Afryce na południe od wielkich wschodnioafrykańskich jezior i na południu Czarnego Kontynentu. Przelot w maju i sierpniu, na zimowiska najpóźniej wraca we wrześniu. Na lęgowiskach przebywa zatem krócej niż spokrewnione z nim śpiewające gatunki owadożerne.
W Polsce liczny ptak lęgowy. Według szacunków Monitoringu Pospolitych Ptaków Lęgowych, w latach 2013–2018 populacja zaganiacza w Polsce liczyła 410–540 tysięcy par lęgowych. Spotkać go można na całym niżowym obszarze kraju od maja do września, również w niższych górach do wysokości 800 m n.p.m., choć nie jest łatwo go zobaczyć. Już w październiku nie zdarzają się żadne jego krajowe obserwacje, podobnie rzecz ma się do prób zimowania.

## Charakterystyka

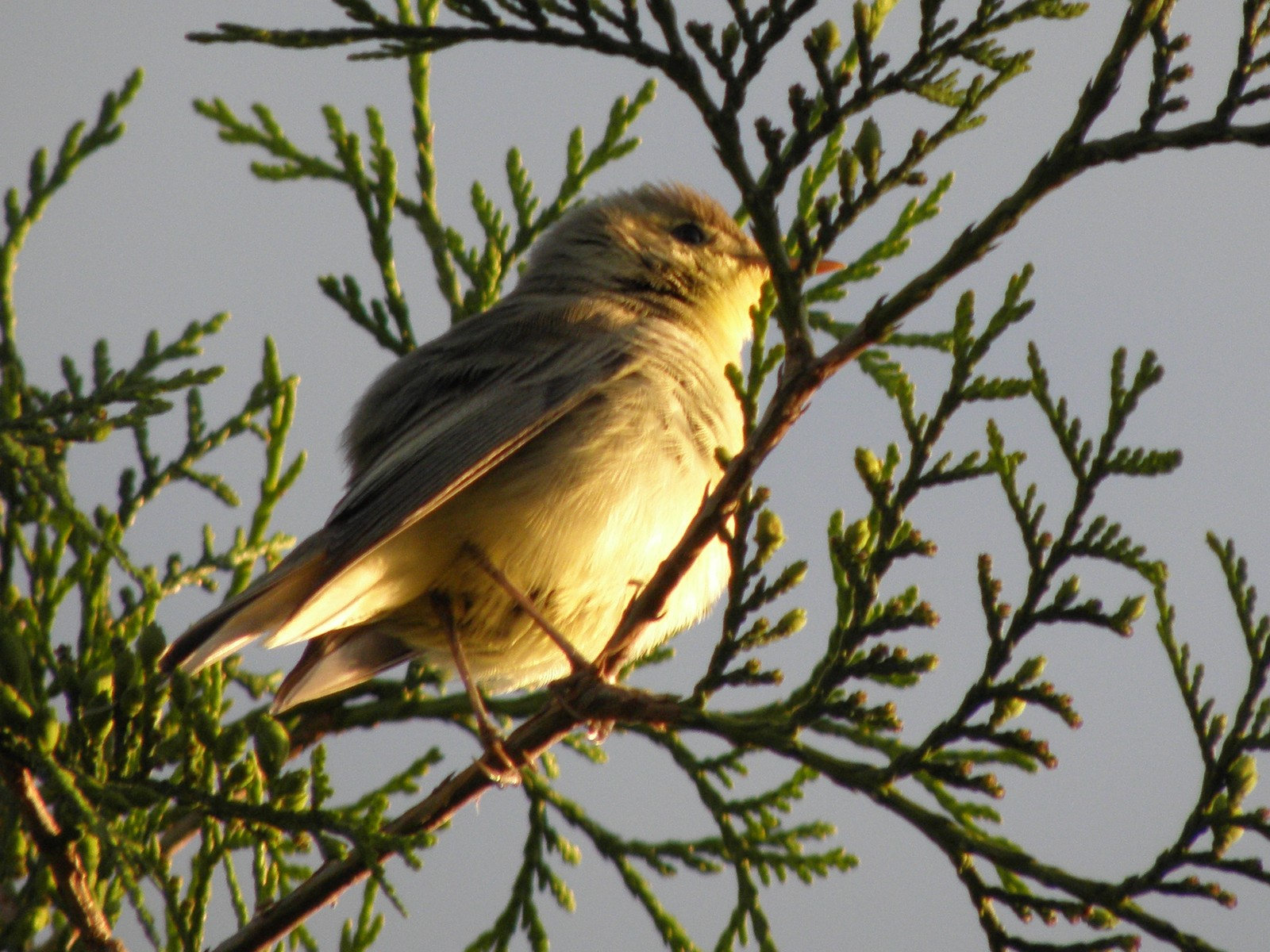
Głośny śpiew zaganiacza jest słyszany z daleka i może imitować trele innych ptaków

### Wygląd
Ten skromnie upierzony ptak przypomina z wyglądu świstunkę. Barwy mają maskować ptaka w otoczeniu pełnym listowia, toteż trudno go wypatrzeć pośród roślinności. Obie płcie ubarwione jednakowo, nie różnią się też rozmiarami. Wierzch ciała zielonkawoszary ze słabo widoczną krótką, żółtą brwią nad oczami, jasny kantarek, spód – zielonożółty. Pióra na głowie są często lekko nastroszone. Skrzydła oliwkowe, a na jasnych brzegach piór na lotkach drugorzędowych widać rozjaśnienia. Nogi ołowianoszare. Dziób długi, szarobrązowy, podkreślony dość spłaszczonym wierzchem głowy. Tęczówki zaganiacza są ciemnobrązowe. Spód młodych ptaków jest zawsze bardziej blady, choć mają one podobne ubarwienie.
Od podobnego zaganiacza szczebiotliwego różnią go niebieskoszare nogi. Gdy trzyma się ptaka w ręku, oznacza się go biorąc pod uwagę długość skrzydeł (69–85 mm) i długości poszczególnych lotek. Pierwsza lotka pierwszorzędowa jest tak długa jak pokrywy, a czasem i dłuższa. Natomiast długość drugiej lotki pierwszego rzędu mieści się między długością trzeciej i piątej lotki.

### Wymiary średnie
długość ciała12,5–14 cm

rozpiętość skrzydełok. 23 cm

### Masa ciała
11–16 g

### Głos
Uważany jest za jednego z lepszych europejskich ptasich śpiewaków. Wydaje melodyjną, urozmaiconą, wyraźną, złożoną z powtarzanych kilka razy (najczęściej 3) fraz, czasami łatwo rozpoznawalną, miaukliwą głośną pieśń „bije bije bił bił” lub „de de hoi”. Czasem może przypominać skrzeczenie. Jej urywki mogą przypominać trele innych ptaków, zasłyszane przez zaganiacza w okolicy. Gdy samiec śpiewa, zajmuje eksponowane gałęzie (w okolicy gniazda), tak by był dobrze słyszany w całym swym rewirze. Zanim rozpocznie swoją melodię, najpierw stroszy pióra na głowie, zwłaszcza na gardzieli i otwiera szeroko dziób, przez co widać jego pomarańczowe wnętrze dzioba oraz przełyku. Śpiewy zaganiacza słychać do wylęgu młodych, nawet w godzinach południowych, kiedy większość awifauny milczy (odpoczywa). Dźwięki wydaje nawet w trakcie żerowania, tzn. w trakcie licznych przerw w jedzeniu. Odgłos ostrzegawczy przypomina „ce da da wuj”.

## Biotop

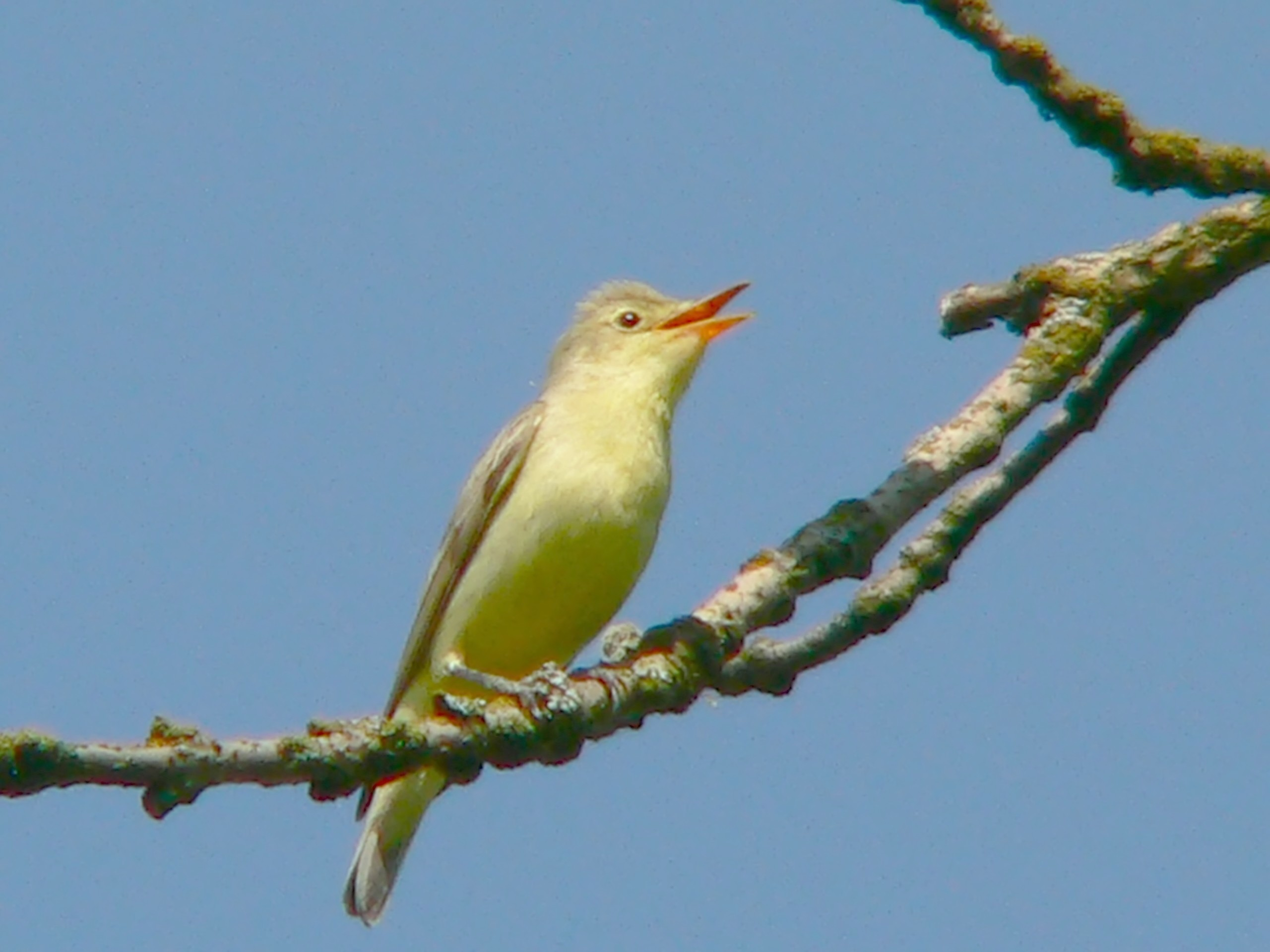
Samce zaganiaczy śpiewają bardzo intensywnie, nawet w przerwach w żerowaniu i w południe

Wilgotne i umiarkowanie wilgotne obrzeża świetlistych lasów liściastych oraz mieszanych z dobrze rozwiniętym podszytem (głównie na nizinach) i niepełnym zwarciem koron drzew, tarasy zalewowe rzek z większymi skupiskami drzew, a także parki, sady, ogrody, zadrzewienia nadrzeczne i śródpolne, widne gaje, ogrody w bezpośrednim sąsiedztwie człowieka. W Polsce słyszany i widywany w olsach, parkach, zieleni miejskiej, zdziczałych sadach i na cmentarzach. Gatunek dużo rzadszy na powierzchniach bardziej zalesionych. Unika ciernistych krzewów, trzymając się wyłącznie górnych partii krzewów i drzew. Większość czasu spędza w gęstych zbiorowiskach kompleksów liściastych i krzewów.

## Okres lęgowy
To jeden z najpóźniej wracających z zimowisk krajowych ptaków – od początku maja do pierwszych dni czerwca. Wyprowadza jeden lęg w ciągu roku. Po przylocie z zimowisk samce zajmują swoje terytoria i zaczynają bardzo intensywnie śpiewać.

### Gniazdo
W miejscu dobrze zacienionym, uwite niewysoko w gęstwinie gałęzi na drzewie lub krzewie wyłącznie liściastym w pionowych, rozwidlonych gałązkach (są one trwale wbudowane w ściany gniazda). Zakładają je oboje rodzice niewysoko nad ziemią (przeważnie 2 metry nad ziemią). Gniazdo o ładnym, miseczkowatym kształcie nie jest zbyt okazałe i mocne, choć bardzo misternie uplecione z suchej trawy i liści wzmocnionych mchem, porostami, sierścią ssaków, oprzędami gąsienic, piór, włosia, puchu z topól i wierzb, a czasem i pajęczyną lub owadzimi kokonami. Brzeg czary udekorowany jest białymi paskami kory brzozowej. Wyścielenie stanowią pióra i włosie. Budulec nie tylko spełnia funkcje konstrukcyjne, ale i dobrze maskuje lęgowisko. Często pochodzi on głównie z drzewa, na którym znajduje się gniazdo, np. gdy jest ulokowane na brzozie, w uwiciu widać brzozową korę. Innymi miejscami gnieżdżenia się zaganiacza są krzewy bzu czarnego, zarośla tarniny i dzikiej róży, wierzby, leszczyny.

### Jaja

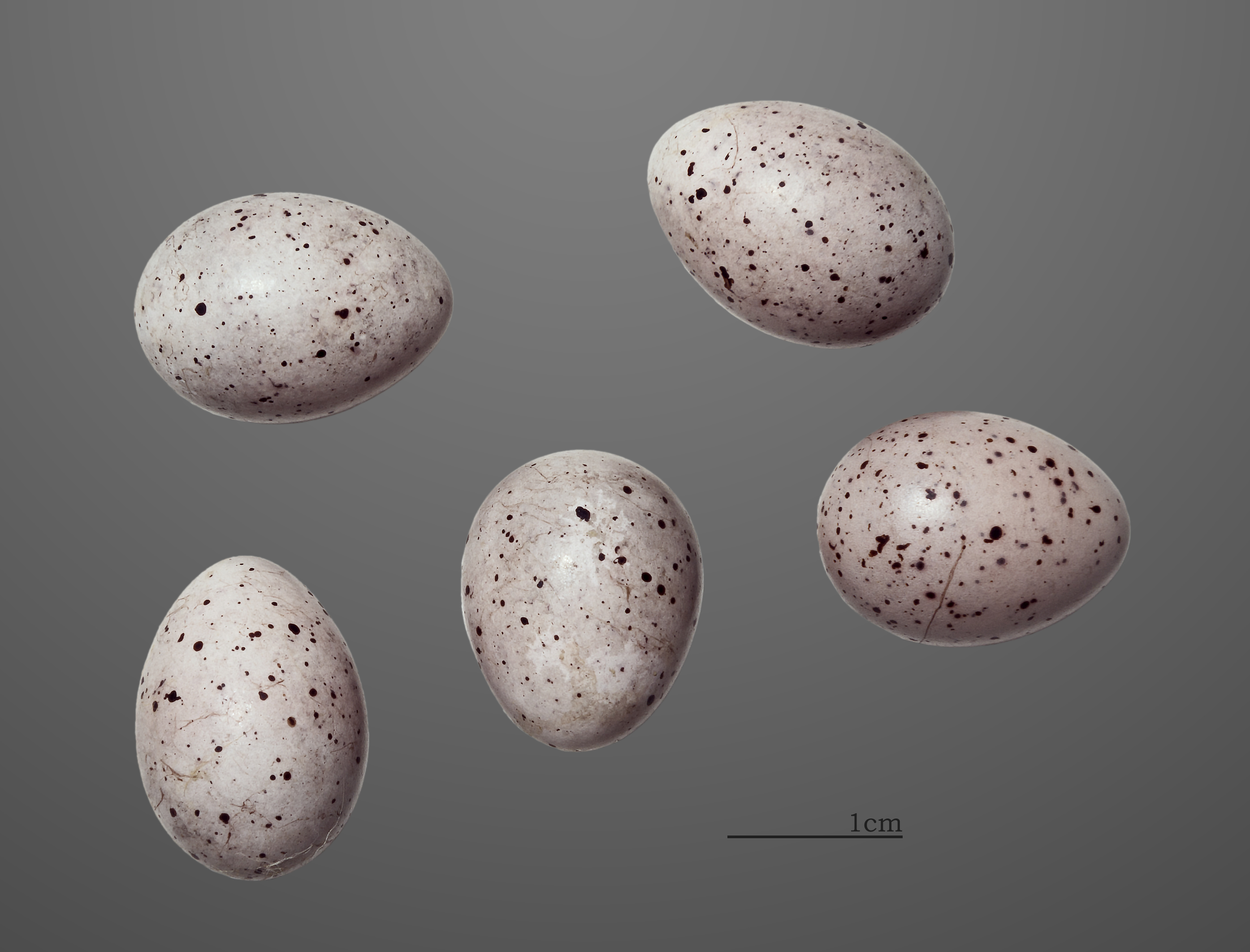
Jaja z kolekcji muzealnej

Od końca maja do połowy czerwca składa 4–6 jaj o średnich wymiarach 17×13 mm, różowofioletowych z nielicznymi, czarnymi plamkami. Ich ubarwienie jest charakterystyczne dla gatunku w porównaniu z ptakami gniazdującymi podobnie (oprócz zaganiacza szczebiotliwego).

### Wysiadywanie i pisklęta
Od złożenia ostatniego jaja trwa przez okres 12–13 dni i wykonuje tę czynność głównie samica. W tym czasie samiec ją dokarmia, a w wysiadywaniu pomaga jedynie sporadycznie. W gnieździe zaganiacza nigdy nie spotyka się jaja kukułki, gdyż jak stwierdził O. Heinroth, ptaki te potrafią rozpoznać podrzucone jajo, które natychmiast wyrzucają z gniazda. Pisklęta mają różowożółtą barwę paszczy, podobnie jak potomstwo rokitniczki, oraz czarne plamki na języku. Młode opuszczają gniazdo po 12–13 dniach. Karmione są jednak przez rodziców dalej, przez kolejne półtora tygodnia. Zaganiacze wracają na zimowiska już w sierpniu lub na początku września.

## Pożywienie

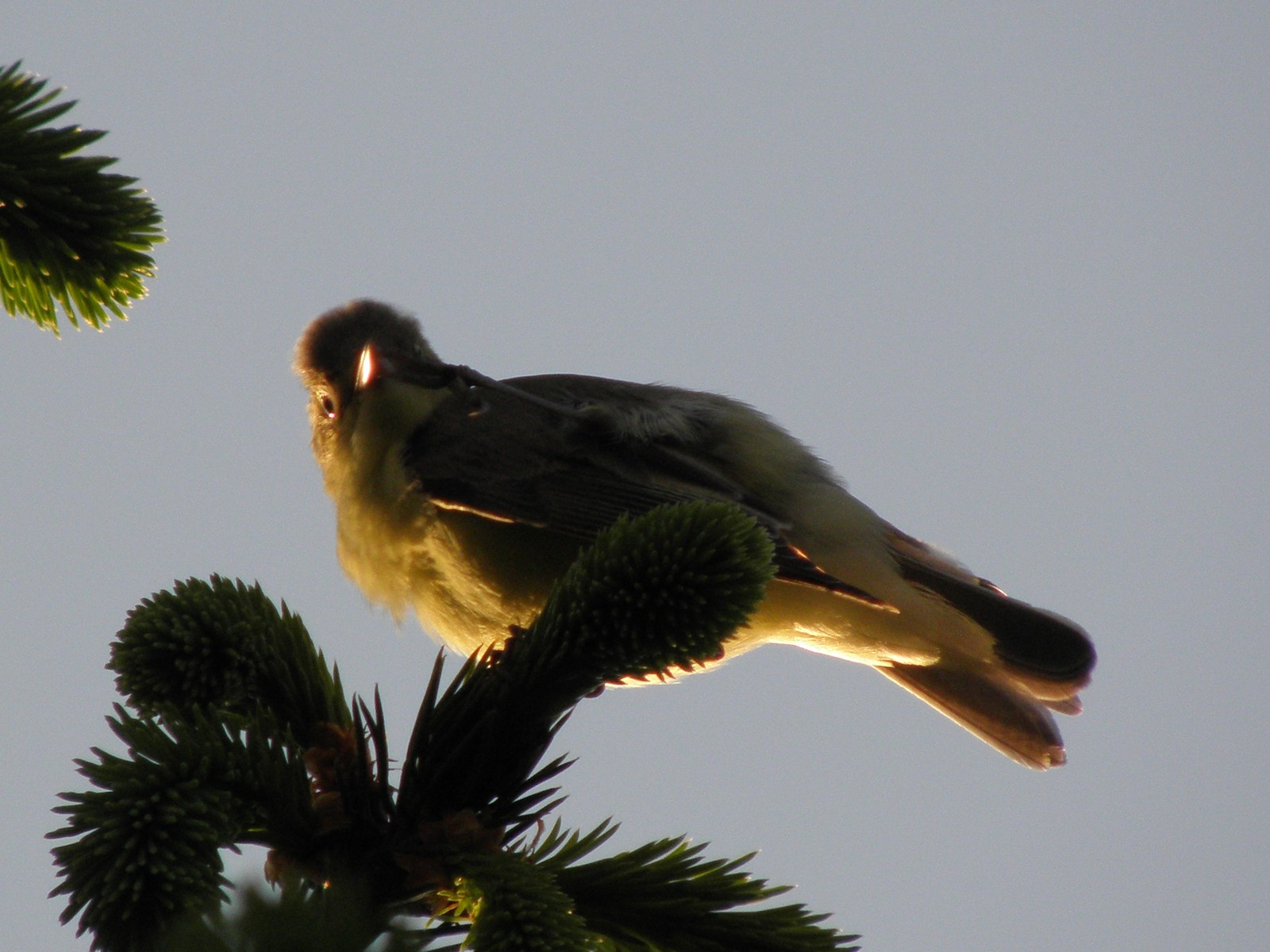
Zaganiacze są trudnymi ptakami do obserwacji, żyjącymi w gęstej roślinności

Owady w różnych stadiach rozwoju i inne drobne bezkręgowce, w tym pająki. Czasem je też jagody, owoce czereśni i innych drzew uprawnych, czarnego bzu i porzeczki.

Żeruje zwykle w koronach drzew.

## Status i ochrona
IUCN uznaje zaganiacza za gatunek najmniejszej troski (LC, Least Concern) nieprzerwanie od 1988 roku. Liczebność światowej populacji, obliczona w oparciu o szacunki organizacji BirdLife International dla Europy z 2015 roku, zawiera się w przedziale 8–16 milionów dorosłych osobników. Globalny trend liczebności populacji uznawany jest za spadkowy.
Na terenie Polski gatunek ten jest objęty ścisłą ochroną gatunkową. Na Czerwonej liście ptaków Polski został sklasyfikowany jako gatunek najmniejszej troski (LC).